# Infanterie-Division Ulrich von Hutten
Die Infanterie-Division Ulrich von Hutten, auch Volksgrenadier-Division Ulrich von Hutten oder Division (von) Hutten, war eine deutsche Infanterie-Division im Zweiten Weltkrieg. Die Division wurde nach Ulrich von Hutten benannt.

## Divisionsgeschichte
Die Division wurde am 30. März 1945 im Zuge der 35. Aufstellungswelle in Wittenberg aus Personal verschiedener Ausbildungseinrichtungen der Wehrmacht, aber auch aus dem Stab der 56. Infanterie-Division mit ihrem ehemaligen Kommandeur Edmund Blaurock und Teilen der 190. Infanterie-Division und der 18. Panzergrenadier-Division, im Typus einer Infanterie-Division 45 im Wehrkreis IV aufgestellt.
Sie kam am 12. April bei Bitterfeld als Teil 11. Armee und anschließend als Teil der 12. Armee im XX. Armeekorps  beim Entsatzangriff auf Berlin zum Einsatz. Am 26. April erfolgte die letzte Angriffsoperation im Zweiten Weltkrieg bei Beelitz mit der Formation:
- auf der linken Flanke mit der Infanterie-Division Ulrich von Hutten
- im Zentrum: Infanterie-Division Scharnhorst
- auf der rechten Flanke: Infanterie-Division „Theodor Körner“

Die Einheit ging zentral nordöstlich von Belzig Richtung Berlin vor. Insgesamt kam es zum kurzfristigen Raumgewinn gegen die überraschten sowjetischen Truppen.
Die Division ging im Mai 1945 bei Tangermünde an der Elbe in US-amerikanische Kriegsgefangenschaft.

## Kommandeure
- Generalleutnant Edmund Blaurock: von der Aufstellung bis Mitte April 1945
- Generalleutnant Gerhard Engel: von Mitte April 1945 bis zur Auflösung

## Gliederung
- Grenadier-Regiment Ulrich von Hutten 1
- Grenadier-Regiment Ulrich von Hutten 2
- Grenadier-Regiment Ulrich von Hutten 3
- Artillerie-Regiment Ulrich von Hutten
- Füsilier-Bataillon Ulrich von Hutten
- Panzerjäger-Bataillon Ulrich von Hutten
- Pionier-Bataillon Ulrich von Hutten (vormals Pionier-Ausbildungs-Bataillon 845)
- Nachrichten-Bataillon Ulrich von Hutten